# Hümaşah Sultan (moglie di Ibrahim I)
Hümaşah Sultan (turco ottomano: ھما شاہ سلطان, lett. "fenice dello Şah", nota anche con i soprannomi di Telli Haseki, Telli Sultan o Telli Hümaşah; Georgia o Circassia, 1630 circa – Costantinopoli, dopo il 1676) è stata l'ottava e ultima Haseki Sultan e unica moglie legale del sultano Ibrahim I (regno 1640-1648).

## Origini
Il vero nome di Hümaşah (nome datole nell'harem, che significa "Fenice dello Şah") è sconosciuto. Era di etnia georgiana o circassa ed era ancora adolescente quando sposò Ibrahim, il che potrebbe porre la sua nascita intorno al 1630.

## Haseki Sultan
Hümaşah entrò nell'harem di Ibrahim I nel 1647, dove trovò un'alleata nella Settima Haseki di Ibrahim, Şivekar Sultan. Divenne immediatamente la favorita del sultano, soppiantando tutte le precedenti Haseki e concubine: le venne conferito subito il titolo di "Ottava Haseki" e, poco dopo, Ibrahim decise di sposarla legalmente, rendendola la sua unica moglie legittima. Al tempo, Hümaşah era adolescente, mentre Ibrahim aveva 32 anni. Fu descritta come intelligente e molto sveglia, ma anche dolce e premurosa. 
Il loro sontuoso matrimonio fu descritto dallo storico contemporaneo Mustafa Naima.
Durante la cerimonia religiosa, le veci della sposa furono fatte dal Capo Eunuco Nero dell'harem, mentre quelle del sultano dallo stesso Gran visir. Come dono di nozze, Ibrahim conferì alla sposa le rendite della provincia d'Egitto, oltre a regalarle il palazzo un tempo appartenuto al famoso Gran Visir Pargali Ibrahim Pascià e un enorme numero di pellicce di zibellino, indumento riservato alle sultane (venne scritto che il palazzo ne fu coperto).
Al banchetto di nozze, Ibrahim umiliò le sue stesse sorelle, Ayşe Sultan, Fatma Sultan e Hanzade Sultan, e sua nipote Kaya Ismihan Sultan (figlia del suo defunto fratello Murad IV e nipote preferita di sua madre Kösem Sultan), costringendole a servire Hümaşah come fossero ancelle. Le quattro principesse imperiali dovettero rimanere in piedi e in silenzio dietro la sposa per tutta la durata della festa, tenendole il sapone, il catino per le abluzioni, la brocca d'acqua e la salvietta. Nonostante ciò, Ibrahim non fu soddisfatto e, accusandole di aver mancato di rispetto alla sua nuova moglie, le esiliò ad Adrianopoli, assegnando inoltre le loro proprietà e gioielli alla stessa Hümaşah.
Dopo il matrimonio, Hümaşah divenne nota come "Telli Haseki", "Telli Hümaşah" o "Telli Sultan'", soprannome derivante dai tels, i fili d'oro e d'argento usati tradizionalmente per intrecciare i capelli delle spose ottomane.
All'inizio del 1648 Hümaşah rimase incinta, ma quando Ibrahim fu deposto e assassinato, nell'agosto dello stesso anno, dovette ritirarsi a Palazzo Vecchio, dove, in ottobre, mise al mondo un figlio maschio, chiamato Orhan. Il bambino, in quanto principe ottomano, le fu sottratto alla nascita per essere cresciuto a Topkapi sotto la tutela della reggente Kösem Sultan, nonna del piccolo, e della Valide Sultan Turhan Sultan, madre del nuovo sultano Mehmed IV, figlio maggiore di Ibrahim I. Orhan morì nel gennaio del 1650.
Benché sia stata moglie di Ibrahim solo per un anno o poco più, Hümaşah fu la più potente e influente delle concubine di Ibrahim (delle quali, comunque, solo Şivekar Sultan era riuscita a ottenere un certo potere nell'harem e sul sultano, mentre le altre erano totalmente prive di potere materiale), oltre che la più amata da Ibrahim, e per questo anche la più avversata da Kösem Valide Sultan, la potentissima madre di Ibrahim, governante dell'harem e, di fatto, vera sovrana dell'impero. Secondo le fonti molti ritenevano Hümaşah, fra tutte le concubine che Ibrahim ebbe, l'unico vero, grande amore del sultano.

## Morte
I registri del Palazzo Vecchio registrano la presenza di Hümaşah per l'ultima volta nel 1672. 
Inizialmente si credeva che fosse morta in quell'anno, ma la scoperta della relazione, datata 1676, del bailo veneziano Giacomo Querini, prova invece che Hümaşah, in eccezione al normale protocollo dell'harem per le consorti dei sultani deceduti, specie se madri di figli, si era o era stata fatta risposare, con il Caimacam (vice governatore) di Costantinopoli, Ibrahim Paşah. Il 1672, quindi, non fu l'anno della sua morte, ma quello del suo nuovo matrimonio, che le permise di lasciare il Palazzo.   

"...Ibrahim Paşah, Caimacam di Costantinopoli per la quinta volta, [...], ha come moglie la matrigna del Sultano, la Telli Sultana...", Giacomo Querini, ambasciatore veneziano, 1676

Non è quindi noto quando sia morta né dove sia stata sepolta.

## Discendenza
Hümaşah ebbe da Ibrahim un figlio, che nacque dopo la morte del marito e morì infante:
- Şehzade Orhan (ottobre 1648, Costantinopoli - gennaio 1650, Costantinopoli)[17].

## Cultura di massa
Nella serie storica Il secolo magnifico: Kösem Hümaşah Sultan è interpretata dall'attrice turca Müge Boz. 